# Климово (Сельское поселение Итомля, 1)
Кли́мово — деревня в Ржевском районе Тверской области. Относится к сельскому поселению «Итомля», до 2013 года входила в состав сельского поселеня «Шолохово».
Деревня находится в 45 километрах к северо-западу от города Ржева на левом берегу Волги (в 1 км от реки). К северо-востоку от деревни проходит автодорога «Ржев—Осташков», от которой отходит дорога на Трубино, на ней — Климовский мост через Волгу.
Население по переписи 2002 года — 37 человек (18 мужчин, 19 женщин).

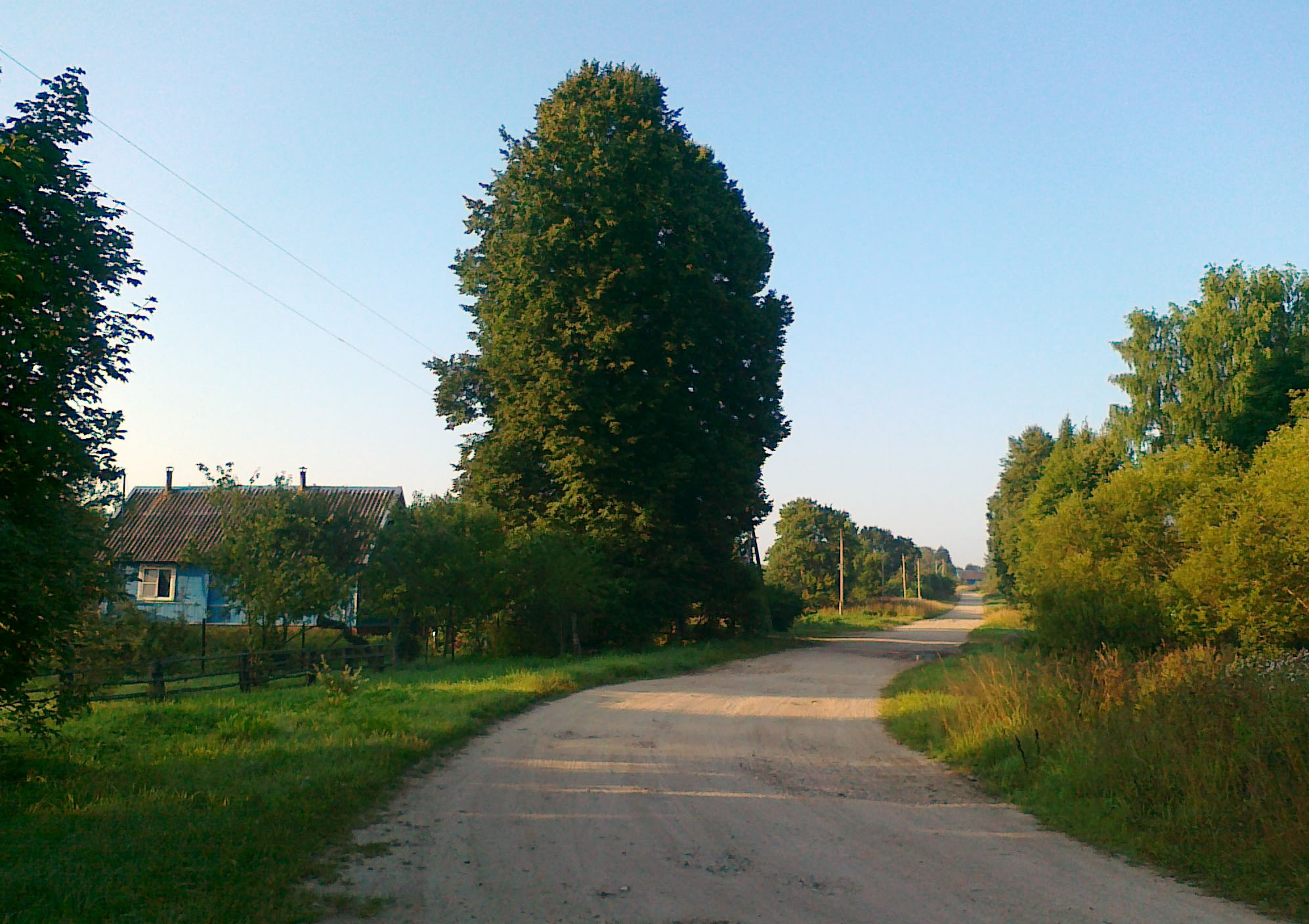
Въезд в деревню.

## История
Близ Климово в XIV веке находился город-крепость Осечен, упомянутый в летописном «Списке русских городов дальних и ближних» и входивший в состав одноимённой волости. Позже в качестве погоста являлся центром волости Осечен.
В 1859 году во владельческой деревне Климово 11 дворов, 97 жителей, здесь же усадьба Климово, 10 жителей. В конце XIX-начале XX века деревня относилась к приходу погоста Новый Торг Холнинской волости Ржевского уезда Тверской губернии. В 1912 году здесь 28 дворов, 199 жителей. В 1919 году Климово центр сельсовета Холнинской волости Ржевского уезда.
В 1940 году деревня Климово в Свердловском сельсовете Луковниковского района Калининской области. Во время Великой Отечественной войны деревня оккупирована гитлеровскими войсками в октябре 1941 года, освобождена Красной Армией в январе 1942 года.
С 1960 года деревня в составе Ржевского района, в 1970-80 годы в составе совхоза «Свердловский» Шолоховского сельсовета.
В 1997 году в Климово 17 хозяйств, 22 жителя.